# Vos y yo, toda la vida
Vos y yo, toda la vida fue una telenovela argentina producida por Alberto Migré para la cadena Canal 13 en 1964. Protagonizada por Nora Cárpena y Guillermo Bredeston.
La telenovela fue presentada en el espacio Teleteatro Palmolive del Aire.

## Elenco
- Nora Cárpena - Consuelo Viale
- Guillermo Bredeston - Andrés Acevedo
- Elcira Olivera Garcés
- Alicia Berdaxágar
- Hugo Caprera
- Graciela Martinelli
- Rodolfo Ranni

## Equipo de producción
- Original de: Alberto Migré
- Productor: Alberto Migré

## Versiones
- Vos y yo, toda la vida (1978) protagonizada por María del Carmen Valenzuela y Arturo Puig.